# DC: A Nova Fronteira
DC: A Nova Fronteira (DC: The New Frontier no original em inglês) foi uma minissérie de quadrinhos de 6 capítulos, ganhadora dos Prêmios Eisner, Harvey, e Shuster (as mais importantes premiações de quadrinhos nos EUA). Foi escrita e desenhada por Darwyn Cooke e publicada pela DC Comics em 2004. A história também deu origem ao longa de animação chamado Justice League: The New Frontier, lançado diretamente em vídeo em 2008.

## Sinopse
Nos Estados Unidos do pós-Guerra, muitos poderiam afirmar que não precisavam mais dos heróis. Pelo lado de fora, a vida parecia melhor do que nunca… mas, olhando com mais atenção, ficava claro que boa parte disso não passava de mera fachada.
Violência, desrespeito aos direitos civis, censura à liberdade de expressão e perseguições políticas inconstitucionais estavam presentes na pauta diária. Como se não bastasse, sobre tudo isso ainda pairava a terrível ameaça nuclear.
Esses novos e sombrios tempos traziam uma pergunta evidente: quem surgiria para enfrentar o desafio dessa nova era?
A história revisita a Era de Prata dos Quadrinhos e reconta, dentro de uma perspectiva histórica, as primeiras aparições de diversos heróis, sua relação com os Estados Unidos durante os anos de Guerra Fria e da Corrida Espacial, e traz o surgimento de uma grande mistério.
Os Estados Unidos vivem em dias difíceis. A polarização do mundo criou um cenário de paranóia e perseguição política como nunca se viu. De um lado, os super-heróis fazem o possível para proteger a humanidade, mas não têm forças para enfrentar aqueles que representam a vontade do povo: o governo. Do outro, a política domina a cena e o congresso americano determina que todos os vigilantes que não revelarem suas identidades serão considerados foras-da-lei. É o turbulento começo de uma Era de Prata, onde surgem heróis como The Flash, Mulher-Maravilha, Batman, Superman, Caçador de Marte, o Esquadrão Suicida e os Desafiadores do Desconhecido, que tentam conquistar o seu espaço e se adaptar ao novo mundo que surge.
E uma gigantesca ameaça já os espera no horizonte. Enquanto o governo dos EUA se prepara para enviar uma missão tripulada a Marte depois de ter descoberto evidências da presença de marcianos na Terra, diversos indícios apontam para um outro perigo, muito mais próximo e ainda de natureza desconhecida. Talvez os heróis juntos possam ser capazes de derrotá-lo… e impedir que nossos piores pesadelos se tornem realidade.

## Publicação no Brasil
A editora Panini Comics publicou a minissérie em 2006, dividida em duas partes. Também foi lançada na Coleção DC Comics de Graphic Novels, publicada pela Eaglemoss.

## Adaptação para vídeo
A história contada em DC: The New Frontier foi adaptada para um longa de animação chamado Justice League: The New Frontier (Liga da Justiça: A Nova Fronteira), lançado somente para vídeo. Darwyn Cooke, autor da obra, participou da produção do filme.  O DVD duplo foi disponibilizado nos EUA a partir de fevereiro de 2008.